# Xã Beaver, Quận Polk, Iowa
Xã Beaver (tiếng Anh: Beaver Township) là một xã thuộc quận Polk, tiểu bang Iowa, Hoa Kỳ. Năm 2010, dân số của xã này là 3.032 người.